# Georgia Griffith
Georgia Helen Griffith (* 5. Dezember 1996 in Canberra) ist eine australische Leichtathletin, die im Mittelstreckenlauf antritt. 2019 wurde sie in Townsville Ozeanienmeisterin über 1500 Meter. Seit 2024 ist sie Inhaberin des Ozeanienrekordes über 3000 Meter.

## Sportliche Laufbahn
Erste internationale Erfahrungen sammelte Georgia Griffith bei den Juniorenweltmeisterschaften 2014 in Hayward Field in Eugene und verpasste dort in 2:04,12 min im 800-Meter-Lauf als Vierte nur knapp eine Medaille. Sie kam zudem in der 4-mal-400-Meter-Staffel zum Einsatz und belegte mit dieser im Finale in 3:39,65 min den siebten Platz. 2017 qualifizierte sie sich für die Weltmeisterschaften in London, bei denen sie sowohl über 800, als auch im 1500-Meter-Lauf in den Vorläufen ausschied. Zwei Wochen später wurde sie bei der Sommer-Universiade in Taipeh in 2:03,52 min Vierte. Im Jahr darauf nahm sie erstmals an den Commonwealth Games im heimischen Gold Coast teil. Über 800 Meter schied sie in 2:00,73 min in der ersten Runde aus und erreichte im 1500-Meter-Bewerb in 4:04,07 min Rang fünf. 2019 siegte Griffith bei den Ozeanienmeisterschaften in Townsville in 4:12,53 min und gewann kurz darauf in 4:09,89 min die Silbermedaille bei den Studentenweltspielen in Neapel hinter der Deutschen Caterina Granz. Im Oktober gelangte sie bei den Weltmeisterschaften in Doha bis ins Halbfinale und schied dort mit 4:17,15 min aus. 2021 nahm sie an den Olympischen Spielen in Tokio teil und schied dort mit 4:14,43 min in der Vorrunde aus.
2022 siegte sie in 4:10,33 min über 1500 Meter beim Brisbane Track Classic und anschließend in 4:06,04 min beim Seiko Golden Grand Prix. Im Juli erreichte sie bei den Weltmeisterschaften in Eugene das Finale und belegte dort in 4:03,26 min den neunten Platz. Kurz darauf startete sie über 800 Meter bei den Commonwealth Games in Birmingham und schied dort mit 2:00,36 min im Vorlauf aus. 2024 siegte sie in 8:24,20 min im 3000-Meter-Lauf bei den Bislett Games in Oslo und wurde kurz darauf bei der Bauhaus-Galan in 3:59,17 min Dritte über 1500 Meter. Im August schied sie bei den Olympischen Spielen in Paris mit 4:02,69 min im Halbfinale über 1500 Meter aus. Im Jahr darauf belegte sie bei den Hallenweltmeisterschaften in Nanjing mit Ozeanienrekord von 4:00,80 min den vierten Platz über 1500 Meter. Kurz zuvor stellte sie in Melbourne mit 2:34,50 min einen Ozeanienrekord über 1000 Meter auf.
Griffith studiert Grafikdesign und Wirtschaft an der Monash University in Melbourne.

## Persönliche Bestleistungen
- 800 Meter: 1:59,89 min, 21. Juni 2024 in Madrid
- 1000 Meter: 2:34,50 min, 6. März 2025 in Melbourne (Ozeanienrekord)
- 1500 Meter: 3:58,40 min, 14. September 2024 in Brüssel
  - 1500 Meter (Halle): 4:00,80 min, 23. März 2025 in Nanjing (Ozeanienrekord)
- Meile: 4:27,81 min, 14. Mai 2022 in London
- 2000 Meter: 5:28,82 min, 12. Juli 2024 in Monaco
- 3000 Meter: 8:24,20 min, 30. Mai 2024 in Oslo (Ozeanienrekord)